# Phillips Idowu
Phillips Idowu (ur. 30 grudnia 1978 w Londynie) – brytyjski lekkoatleta, specjalizujący się w trójskoku.
Rodzice Idowu pochodzą z Nigerii. W dużej imprezie międzynarodowej zadebiutował w 1997 kiedy to zajął czwartą lokatę na mistrzostwach Europy juniorów. Dwa lata później uplasował się na piątym miejscu w mistrzostwach Europy młodzieżowców. Swój pierwszy start na igrzyskach olimpijskich (2000) zakończył na szóstym miejscu (w eliminacjach osiągnął drugi rezultat – 17,12). W 2001 był dziewiąty na mistrzostwach świata, a w 2002 do piątego miejsca na mistrzostwach Europy dołożył pierwszy medal dużej imprezy zdobywając srebro igrzysk Wspólnoty Narodów. Z powodu kontuzji nie startował w sezonie 2003, a na igrzyskach olimpijskich w Atenach (2004) po uzyskaniu w eliminacjach wyniku 17,33 nie oddał żadnej ważnej próby w finale. Odpadł w eliminacjach na halowych mistrzostwach Europy w 2005. W 2006 wygrał igrzyska Wspólnoty Narodów oraz był szósty na mistrzostwach Europy, a w kolejnym sezonie najpierw zdobył złoty medal halowego czempionatu Starego Kontynentu, a później był szósty na mistrzostwach globu. Pasmo sukcesów rozpoczął zimą 2008 kiedy to zdobył halowego mistrzostwo świata. Po tym sukcesie został latem wicemistrzem olimpijskim. W Berlinie, w sierpniu 2009, zdobył mistrzostwo świata (po tym osiągnięciu został wybrany najlepszym lekkoatletą Europy w plebiscycie European Athlete of the Year Trophy), a rok później w Barcelonie został mistrzem Starego Kontynentu. Wicemistrz świata z Daegu (2011). Zwycięzca łącznej punktacji Diamentowej Ligi 2011 w trójskoku. Z powodu przerwy w karierze nie wziął udziału w mistrzostwach świata w Moskwie (2013). Wielokrotny medalista mistrzostw Wielkiej Brytanii, reprezentant kraju w meczach międzypaństwowych, pucharze Europy i drużynowym czempionacie Europy.
Rekordy życiowe: stadion – 17,81 (29 lipca 2010, Barcelona); hala – 17,75 (9 marca 2008, Walencja), rezultat ten jest halowym rekordem Wielkiej Brytanii i 8. wynikiem w historii światowej lekkoatletyki.

## Osiągnięcia

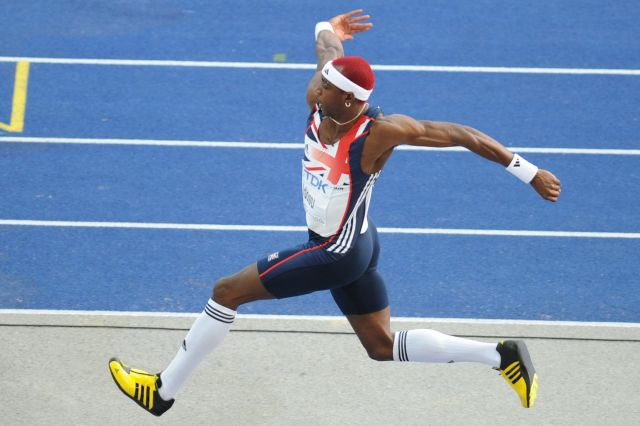
Zawodnik wykonujący swoją próbę podczas mistrzostw świata w Berlinie w sierpniu 2009

| Rok  | Impreza                                 | Miejsce    | Lokata            | Wynik |
| ---- | --------------------------------------- | ---------- | ----------------- | ----- |
| 1997 | Mistrzostwa Europy juniorów             | Lublana    | 4. miejsce        | 16,34 |
| 1999 | Młodzieżowe mistrzostwa Europy          | Göteborg   | 5. miejsce        | 16,39 |
| 2000 | Igrzyska olimpijskie                    | Sydney     | 6. miejsce        | 17,08 |
| 2001 | Mistrzostwa świata                      | Edmonton   | 9. miejsce        | 16,60 |
| 2002 | Igrzyska Wspólnoty Narodów              | Manchester | 2. miejsce        | 17,68 |
| 2002 | Mistrzostwa Europy                      | Monachium  | 5. miejsce        | 16,92 |
| 2002 | Finał Grand Prix IAAF                   | Paryż      | 7. miejsce        | 16,35 |
| 2004 | Superliga pucharu Europy                | Bydgoszcz  | 3. miejsce        | 17,10 |
| 2004 | Igrzyska olimpijskie                    | Ateny      | el. – 2. miejsce  | 17,33 |
| 2005 | Halowe mistrzostwa Europy               | Madryt     | el. – 11. miejsce | 16,44 |
| 2006 | Igrzyska Wspólnoty Narodów              | Melbourne  | 1. miejsce        | 17,45 |
| 2006 | Mistrzostwa Europy                      | Göteborg   | 5. miejsce        | 17,02 |
| 2007 | Halowe mistrzostwa Europy               | Birmingham | 1. miejsce        | 17,56 |
| 2007 | Superliga pucharu Europy                | Monachium  | 2. miejsce        | 17,21 |
| 2007 | Mistrzostwa świata                      | Osaka      | 6. miejsce        | 17,09 |
| 2008 | Halowe mistrzostwa świata               | Walencja   | 1. miejsce        | 17,75 |
| 2008 | Superliga pucharu Europy                | Annecy     | 1. miejsce        | 17,46 |
| 2008 | Igrzyska olimpijskie                    | Pekin      | 2. miejsce        | 17,62 |
| 2009 | Superliga drużynowych mistrzostw Europy | Leiria     | 2. miejsce        | 17,50 |
| 2009 | Mistrzostwa świata                      | Berlin     | 1. miejsce        | 17,73 |
| 2009 | Światowy finał lekkoatletyczny IAAF     | Saloniki   | 4. miejsce        | 17,03 |
| 2010 | Superliga drużynowych mistrzostw Europy | Bergen     | 2. miejsce        | 17,12 |
| 2010 | Mistrzostwa Europy                      | Barcelona  | 1. miejsce        | 17,81 |
| 2010 | Puchar interkontynentalny               | Split      | 3. miejsce        | 17,24 |
| 2011 | Mistrzostwa świata                      | Daegu      | 2. miejsce        | 17,77 |
| 2012 | Igrzyska olimpijskie                    | Londyn     | el. – 14. miejsce | 16,53 |
| 2014 | Superliga drużynowych mistrzostw Europy | Brunszwik  | 4. miejsce        | 16,37 |
| 2014 | Igrzyska Wspólnoty Narodów              | Glasgow    | 5. miejsce        | 16,45 |